# Claude Berrou
Claude Berrou (* 23. September 1951 in Penmarc’h) ist ein französischer Elektrotechniker und Professor für Elektronik an der École Nationale Supérieure des Télécommunications de Bretagne (ENST) in Brest.

## Leben
Berrou war ab 1978 Professor an der ENST und stellvertretender Leiter der Abteilung Elektronik. Er baute das Labor für Integrierte Schaltkreise auf. Er entwickelte gemeinsam mit Alain Glavieux and Punya Thitimajshima eine neuartige Methode der Kanalkodierung, den Turbo-Code, veröffentlicht 1993.
Er erhielt unter anderem 1998 mit Glavieux und Thitimajshima den vom Institute of Electrical and Electronics Engineers (IEEE) verliehenen Preis für technische Innovationen, den IEEE Golden Jubilee Award for Technological Innovation,  2003 mit Glavieux die Richard-W.-Hamming-Medaille des IEEE  und 2005 den Marconi-Preis der Marconi-Stiftung für anerkannte Fortschritte im Bereich Kommunikation. 2005 erhielt er den Grand Prix France Telecom der Académie des sciences und er erhielt die Médaille Ampère der Société des Electriciens et des Electroniciens (SEE). Er ist Mitglied des IEEE.